# اچ‌دی ۱۲۶۱۴۱
اچ‌دی ۱۲۶۱۴۱ یک ستاره است که در صورت فلکی گاوران قرار دارد.